# 乔-安妮·范戴克
乔-安妮·范戴克（1997年10月3日—），南非女子田径运动员，2015年非洲运动会女子标枪铜牌得主、2019年非洲运动会女子标枪银牌得主、2023年非洲运动会女子标枪金牌得主、2024年夏季奥林匹克运动会女子标枪银牌得主。